# St. Sebastian (Bastheim)

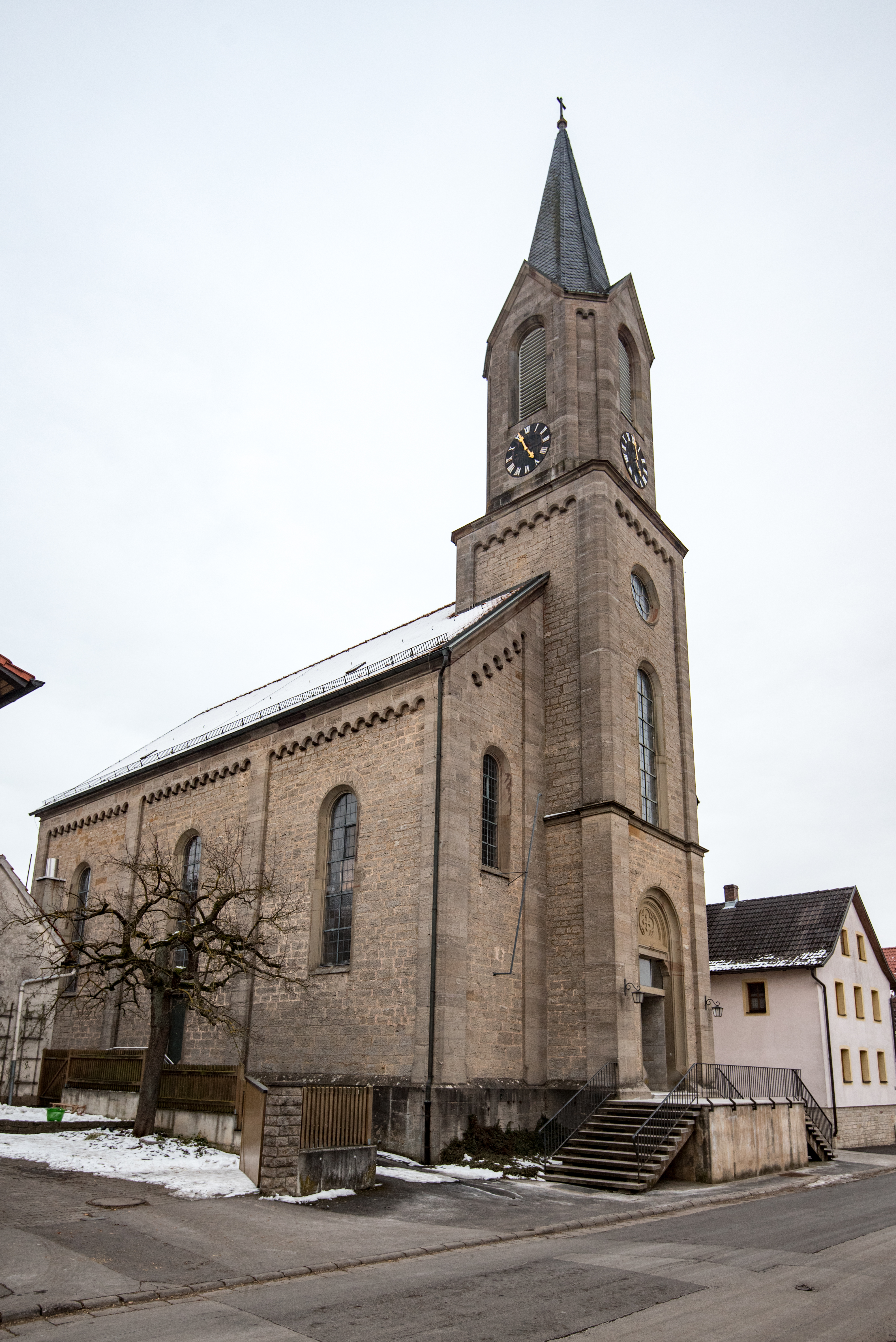
Bastheim, St. Sebastian

Die römisch-katholische Kirche St. Sebastian ist eine Kirche in der bayerischen Gemeinde Bastheim im unterfränkischen Landkreis Rhön-Grabfeld. Sie gehört zu den Baudenkmälern in Bastheim und ist unter der Nummer D-6-73-116-8 in der Bayerischen Denkmalliste registriert. Bastheim ist der Mittelpunkt der Pfarreiengemeinschaft Besengau.
Die Kirche ist dem heiligen Sebastian geweiht.

## Geschichte
Vor dem Bau der heutigen St.-Sebastian-Kirche existierte im heutigen Pfarrgarten ein Vorgängerbau, dessen Reste sich möglicherweise unter dem Boden der heutigen Kirche befinden. Nach ihrem Bau im Jahr 1868 wurde die St.-Sebastian-Kirche am 12. August 1869 eingeweiht. Eine Innenrenovierung der Kirche fand in den Jahren 1997/98 statt.

## Beschreibung und Ausstattung
Die Kirche ist ein neuromanischer Bau mit Kirchturm in der Mittelachse des Langhauses und östlichem Drei-Achtel-Chor. Die Außenwände enden in einem  Rundbogenfries. Im Inneren hat die Kirche Rundbögen. Der aus Bastheim stammende Bildhauer Josef Gerngras schuf die Statuen des heiligen Konrad von Parzham und des Christkönigs sowie ein Holzkreuz an der rechten Außenwand. Auf den drei Mittelfenstern im Chorraum ist das Martyrium des heiligen Sebastian dargestellt. Das Mittelfenster mit dem Verkündigungsengel ist das letzte von ursprünglich drei Fenstern, welche noch die Geburt und den Tod Jesu zeigten. Die Kirche hat ein vierstimmiges Durgeläut mit den Tönen g′, h′, c″ und d″.